# Комсомольське різдво

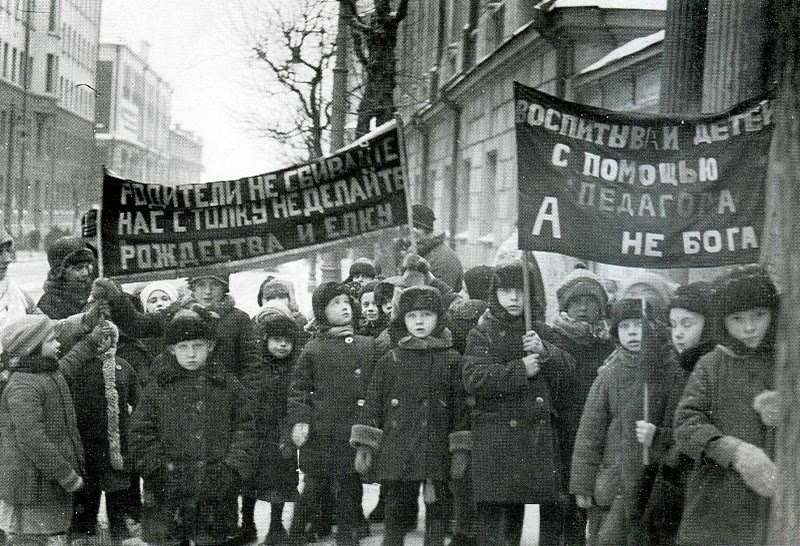

Комсомо́льське "різдво́" (комсвя́тки) — свято, яке як і комсомольський «Великдень», створене комуністичним режимом в СРСР на противагу Різдву Христовому. У результаті вилилося в серію антирелігійних акцій. Почало відзначатись в 1922 році.
У результаті свято виливалося в демонстрації комсомольців і безпартійної молоді з транспарантами, червоними прапорами, смолоскипами та опудалами богів усіх релігій. Демонстранти колонами йшли містами, співаючи революційних пісень. У храмах усіх конфесій улаштовувалися «демонстрації», що супроводжувалися короткими мітингами, після чого опудала богів спалювали.
З 1925 року, коли радянська влада твердо стала на шлях «планової, систематичної антирелігійної роботи», було введено п'ятиденку, церковні свята скасували й Різдво перетворилося на звичайний робочий день. Разом з Різдвом було скасовано і комсомольське різдво, а також ялинку з Дідом Морозом.
|  | «Комсомольське Різдво» ставить собі три завдання: - Розвинути найширшу антирелігійну пропаганду серед комсомольців і робітничої молоді. - Створити нове релігійне свято, яке б створювало новий антирелігійний побут. - Повинно відвернути молодь і доросле населення <...> від святкування ними «Різдва Христового» у церкві. |

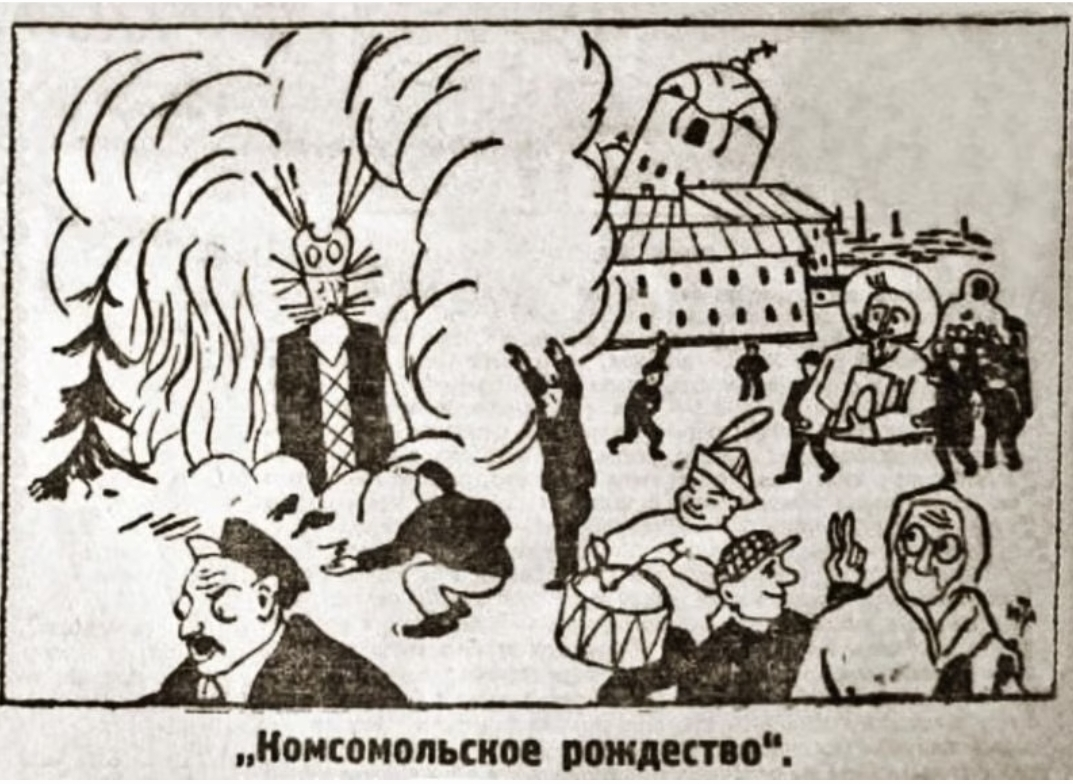
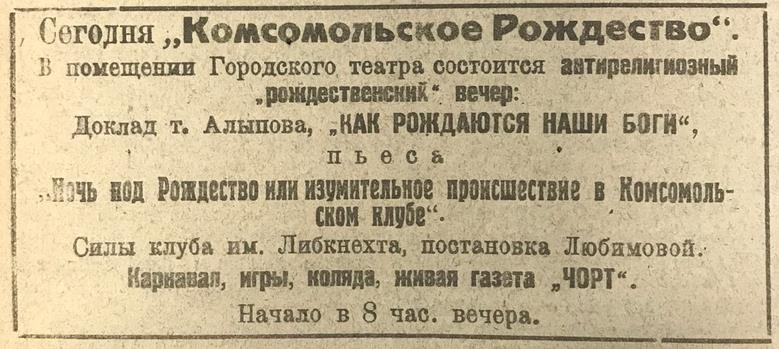